# Malukmohammed Lappa Sultan
Malukmohammed Lappa Sultan, häufig M.L. Sultan oder ML Sultan, variierender Vorname Mulukmahomed, (geboren am 15. Februar 1873 Quilon im Distrikt Malabar; gestorben am 6. September 1953 in Escombe) war ein südafrikanischer Unternehmer und Mäzen indischer Abstammung. Die Bildungsbedürfnisse von in Armut lebenden Menschen in allen ethnischen und religiösen Gruppen fanden dank seiner philanthropischen Einstellung und seines Vermögens umfassende Unterstützung.

## Leben
Die Kindheit verlebte Sultan in Indien. Im Alter von 14 Jahren, nach dem Tod des Vaters, verließ er die Schule und plante nach Ceylon auszuwandern. Geldmangel verhinderte jedoch dieses Vorhaben. Stattdessen wandte er sich nach Südafrika, um da als Kontraktarbeiter einen Weg in das Erwerbsleben zu finden. Im Jahre 1890 kam er mit dem Schiff Congella nach Durban und nahm zur Erfüllung seiner Verpflichtung aus dem Indentur-Vertrag die Tätigkeit eines Gepäckträgers in der Berea Road Station beim staatlichen Eisenbahnunternehmen an. Nach Ablauf dieser Vertragszeit suchte er in Johannesburg Arbeit und war in einem Hotel (Masonic Grove Hotel) angestellt. Später kehrte Sultan nach Durban zurück und wurde 1918 Tabakfarmer in Bellair. Diese Tätigkeit erbrachte für ihn keinen befriedigenden Erfolg, daher versuchte er sich auf anderen Geschäftsfeldern, neben Immobiliengeschäften auch mit dem Anbau von Bananen, Ananas und Papayafrüchten in Escombe, Ayurvedaprodukten, dem Verkauf von Betelblättern sowie einer Molkerei.
Schrittweise stellte sich ein geschäftlicher Erfolg ein. Als Geschäftsmann war er nun in der Victoria Street von Durban präsent. Mit seiner unternehmerischen Tätigkeit auf dem Immobilienmarkt gelang es Sultan ein wachsendes Einkommen zu erzielen, das er zunehmend auch für Wohltätigkeitsspenden einsetzte. Selbst mit wenig Schulbildung ausgestattet, wurde ihm bewusst, dass er so der Arroganz des Kolonialismus ausgeliefert war, hier letztendlich der Vorläufer der späteren Apartheidverhältnisse in Südafrika. Für ihn stand fest, dass nur über eine bessere Bildung der Weg zur Freiheit führen könne und er sich daher engagieren müsse.
Durch einen tragischen Umstand im Jahre 1933 verlor Sultan seine Ehefrau. Nach diesem Schicksalsschlag suchte er Trost und Erfüllung im geschäftlichen Engagement. Er baute sein Geschäftsfeld im Groß- und Einzelhandel aus und errichtete Produktionsstätten für Verbrauchsmaterialien, die Firma ML Sultan and Sons. Der damit verbundene Erfolg versetzte ihn in die Lage, weitere Investitionen zu tätigen.
Sein von wohltätiger Gesinnung geprägtes Lebenswerk fand 1942 einen Höhepunkt in der Gründung des M.L. Sultan Charitable and Educational Trust mit einem Gesamtkapital von 100.000 Südafrikanische Pfund, ein Teil war für eine künftige Berufsausbildungsstätte reserviert. Dessen Kernziel bestand in der Förderung verbesserter Ausbildungschancen für Inder in der damaligen Provinz Natal. Auf diese Weise beteiligte er sich am Aufbau einer technisch ausgerichteten Berufsschule. Zu seinen wesentlichen finanziellen Zuwendungen auf diesem Sektor gehörte die Unterstützung der ersten Unterrichtszyklen, damals noch in Räumlichkeiten des Sastri College. Dieser Trust stellte nach seinem Tod die Hälfte der Finanzmittel für die Bauten des 1956 eröffneten M.L. Sultan Technical College in Durban bereit, sie beliefen sich auf 33.000 Pfund. Die Grundsteinlegung zu den eigenen Baulichkeiten des College wurde 1954 durch den Vorsitzenden College Council und Principal of the Natal Technical College vorgenommen.
Dieser Schulkomplex für die berufliche Ausbildung erhielt seitens der südafrikanischen Regierung und vom Durban City Council ergänzende finanzielle Förderung. Die Schulleitung schloss sich zu diesem Zeitpunkt dem Wunsch der Regierung an, den Zugang für Schwarze zu einer Vollzeitausbildung nicht zu gewähren. Es wurde bekannt, dass das staatliche Native Affairs Department beabsichtige, weitere Industrieschulen für Schwarze im Land zu eröffnen.
Einer Grundhaltung von M.L. Sultan entsprach es, günstige Bedingungen für eine gedeihliche Entwicklung innerhalb der multiethnischen Gesellschaft Südafrikas zu schaffen. Diese kam im späten Lebensabschnitt darin zu Ausdruck, dass er die Stiftungsurkunde seines Trusts noch dahingehend ändern ließ, dass künftig auch Schwarze an diesem College eine Ausbildung erhalten können. Bis zu seinem Tod im September 1953 war die erforderliche Änderungseintragung noch nicht vollzogen. Diese zunächst privat begonnene und weiterhin mit Spendenmitteln unterstützte Bildungseinrichtung verfügte über Zweigstellen in Pietermaritzburg sowie in Tongaat und Umkomaas an der Nordküste von Natal, was dem Wunsch von Sultan bei der Errichtung seines Trust entsprach. Bei seinem Begräbnis  waren über 4000 Menschen aus allen gesellschaftlichen Gruppen anwesend.

## Persönliches
ML Sultan heiratete 1905 Mariam Bee Shaik Emam. Der gemeinsamen Ehe entstammen vier Söhne und sechs Töchter.

## Ehrungen
- in Durban: M.L. Sultan Technical College, seit 1979 M.L. Sultan Technikon, nach Bildung der Durban University of Technology der ML Sultan Campus